# Never Forget You (chanson des Noisettes)
Pour les articles homonymes, voir Never Forget You.
Never Forget You est le troisième single de l'album Wild Young Hearts (en) des Noisettes. Sortie le 21 juin 2009, cette chanson a été écrite et composée par les Noisettes eux-mêmes. Ce titre a suivi Don’t Upset The Rhythm, et s'est déjà placé à la 18e place dans les charts du Royaume-Uni.

## Dans la culture
Ce single a été repris dans les bandes originales d'un nombre non négligeable de longs-métrages.
En ce qui concerne les films français, les superviseurs musicaux l'ont placé à ce jour dans De vrais mensonges réalisé en 2011 par Pierre Salvadori.